# Mit liv er musik
Mit liv er Musik er en spillefilm fra 1944 instrueret af Mogens Skot-Hansen efter manuskript af Kai Berg-Madsen.

## Handling
Vi træffer den unge violinist Erik Smith i familiens skød sammen med sin kone Lise og sin lille datter Lone. Erik er en ung, fremadstræbende musiker, der drømmer om en dag at gøre karriere som fortolker af musikkens store mestre. Ved en koncert, hvor en kendt soloviolinist er nødt til at afbryde, springer Erik Smith ved en pludselig indskydelse til og får sit store gennembrud.

## Medvirkende
Blandt de medvirkende kan nævnes:
- Mogens Wieth
- Lis Smed
- Ilselil Larsen
- Blanche Funch
- Charles Wilken
- Johannes Meyer